# Filmmusik
Filmmusik er den musik, der anvendes i film (dokumentarfilm) eller tv (reality programmer) til at støtte filmens forløb. Musikken er en integreret del af filmens lydside, der i øvrigt omfatter reallyd (lyd fra den scene, der optages, herunder personers tale) og lydeffekter (efterfølgende tilsat lyd, herunder eventuelle speakeres tale). 

## Filmmusikteori
Musikken kan være prækomponeret (dvs. skrevet uafhængig af filmen) eller original (dvs. skrevet direkte til filmen). Meget ofte forekommer der supplerende original musik, også selv om der i øvrigt anvendes prækomponeret musik.
Musikken kan være diegetisk eller ikke-diegetisk. Diegetisk musik er en del af filmens reallyd, mens ikke-diegetisk musik er tilsatte lydeffekter. 
Diegetisk musik kan for eksempel forekomme, hvis der i filmens handling naturligt indgår musikere, der spiller og synger, eller hvis filmens personer anvender elektroniske medier (f.eks. en pladespiller, som flere gange i Nils Malmros' Kundskabens træ). Valget er ofte bundet af filmens handling, så musikken tilstræbes at være tids- og stedtypisk.
Ikke-diegetisk musik giver større frihed i valget, og man kan bruge musik, der ikke er tidstypisk, til at kommentere følelser og stemninger. Et berømt eksempel er anvendelsen af Mozarts Klaverkoncert nr. 21 i C-dur i Bo Widerbergs Elvira Madigan fra 1967 og i Matador. 
Ikke-diegetisk musik er meget anvendt i filmsåbninger og -slutninger, hvor de holder på publikum (ikke mindst i tv-produktioner) under rulletekster. filmtekster. Ved større filmproduktioner bruges kræfter på at skabe iørefaldende melodier, der kan bruges til at identificere filmen – og omvendt. Velkendte eksempler er titelmelodierne til Den lyserøde panter og James Bond.
Der bruges også kontrapunktisk og parafraserende musik. Det mest anvendte er parafraserende musik, der understøtter billedernes  stemninger og følelser eller meget direkte som understregning af handlingen. Den afspejler hver en bevægelse, som man ser det i Walt Disneys tegnefilm. Deraf navnet Mickey Mousing efter nogle af de første Walt Disney Productions animerede film med lyd.
Kontrapunkterende musik går imod billederne ved f.eks. at være meget lys og glad i en dyster eller skrækindjagende scene.

## Filmmusikkens historie
I filmkunstens start fra brødrene Lumieres første offentlige filmfremvisning i 1895 og til sidst i 1920'erne var der tale om stumfilm uden indbygget lyd. Ved fremvisningerne anvendte man alligevel musik som ledsagelse til fremvisningen, dels for at underholde tilskuerne, dels for at overdøve spektaklet fra filmfremviserne. Man brugte her alt fra en enkelt pianist over små ensembler til større orkestre, og disse spillede normalt prækomponeret og velkendt musik fra den lettere ende af skalaen (operette, ragtime, salonmusik etc.). Musikerne havde til hjælp såkaldte "cue sheets" med indikation af, hvad der skete og hvornår, så de kunne vælge passende musik til de enkelte scener.
Der blev dog også tidligt skabt originalmusik til film, og allerede i 1908 skrev Camille Saint-Saëns musik direkte til L'Assassinat du duc de Guise. De følgende år blev dette efterhånden fulgt op, og blandt andet En nations fødsel af D.W. Griffith fra 1915 med musik af J.C. Breil i form af blandt andet strygerklange, trompetfanfarer og uddrag fra kendte prækomponerede værker.
Med talefilmens introduktion i 1926 (Don Juan af Alan Crosland) fik man mulighed for at integrere musik på en helt anden og direkte måde i filmen. I starten var man tvunget til at optage lyd og billede samtidig, så derfor kunne man blive nødt til at opstille et helt orkester i studiet sammen med skuespillerne (men normalt uden for billedet), hvilket kunne blive lidt akavet. Fra 1933 blev det teknisk muligt at lægge separat optaget lyd på filmene bagefter, hvilket simplificerede processen og gav en helt ny frihed til at bruge musikken kreativt i filmene. 
Et eksempel på den kreative anvendelse forekommer i Prins for en dag af Rouben Mamoulian fra 1932, hvor man havde optaget dele af lyden på forhånd og afspillede den samtidig med optagelserne. Skuespillerne kunne derfor koreograferes, så de fulgte musikken, hvilket på det tidspunkt var epokegørende.
De følgende årtier var karakteriseret af omfattende brug af musik i spillefilm, og med udgangspunkt i tegnefilmene er der oftest tale om parafraserende musik, herunder Mickey Mousing (se ovenfor). Der var mange gange tale om klassisk-inspireret orkestermusik af storladen karakter i film som Borte med blæsten og Casablanca. 
Efterhånden kom der en reaktion, og andre musikgenrer kom på banen. Der kom med blandet den fransk ny-bølge omkring 1960 forsøg med film helt uden eller stort set uden musik på den ene side og på den anden side voldsomt outreret musik, som man kender det fra Ennio Morricones musik til Sergio Leones spaghettiwesterns. Efter en periode, hvor originalmusikken til filmene var i højsædet, kom anvendelsen af prækomponeret musik igen på banen med f.eks. anvendelsen af musik af György Ligeti, Johann Strauss (den yngre) og Richard Strauss i Rumrejse år 2001 af Stanley Kubrick.
De seneste årtier er svære at karakterisere entydigt. Blandt tendenserne er anvendelsen af elektronisk musik af f.eks. Vangelis, folkemusik (f.eks. Enya i Ringenes herre) og udelukkende anvendelse af musik som reallyd (Dogme95-filmene). Fælles er dog, at alle disse musikformer allerede har været anvendt tidligere i filmhistorien i et eller andet omfang.

## Kendte filmkomponister
Herunder er nævnt en række betydningsfulde komponister af original filmmusik samt eksempler på enten film eller instruktører, de har arbejdet med.
- Angelo Badalamenti: film af David Lynch
- John Barry: James Bond-film, Danser med ulve og Mit Afrika
- Danny Elfman: Spider-Man-serien, Men in Black-serien, Good Will Hunting og alle Tim Burtons film inklusive dennes to Batman-film samt The Nightmare Before Christmas
- Jerry Goldsmith: Star Trek-serien, Rambo-serien, film af Joe Dante, Franklin J. Schaffner og Paul Verhoeven
- Bernard Herrmann: Citizen Kane, adskillige Alfred Hitchcock- og Ray Harryhausen-film
- James Horner: Cocoon, Glory, The Rocketeer, Jumanji og Titanic
- Krzysztof Komeda: Rosemary's Baby, Dance of the Vampires, Cul-de-sac, Sult, Mennesker mødes og sød musik opstår i hjertet
- Erich Wolfgang Korngold: The Adventures of Robin Hood og andre klassiske adventurefilm
- Michel Legrand: Pigen med paraplyerne
- Henry Mancini: Breakfast at Tiffany's, Touch of Evil, Charade, Den lyserøde panter-serien og andre Blake Edwards-film
- Alan Menken: flere tegnefilm fra The Walt Disney Company, bl.a. Aladdin og Skønheden og udyret
- Ennio Morricone: The Mission, The Untouchables, talrige spaghettiwesterns af bl.a. Sergio Leone
- Basil Poledouris: Conan the Barbarian, Starship Troopers, RoboCop
- Nino Rota: Godfather-serien og utallige film af Federico Fellini
- Miklos Rozsa: Ben Hur og El Cid
- Howard Shore: Ringenes Herre-serien og film af David Cronenberg
- Alan Silvestri: Forrest Gump, Tilbage til fremtiden-serien og andre film af Robert Zemeckis
- Max Steiner: Over 250 film, bl.a. King Kong, Borte med blæsten (Gone with the Wind), Casablanca
- Dimitri Tiomkin: Tabte horisonter, The Thing, westernklassikere som Rio Bravo
- Vangelis: Blade Runner, Chariots of Fire, 1492: Conquest of Paradise, Alexander
- Franz Waxman: Bride of Frankenstein, Sunset Blvd., A Place in the Sun
- John Williams: Star Wars-serien, Harry Potter-serien, Indiana Jones-serien og andre film af Steven Spielberg
- Hans Zimmer: Gladiator, Batman Begins, Inception og Pirates of the Caribbean-serien

### Danske filmkomponister
Blandt de danske filmkomponister kan nævnes:
- Frans Bak: tv-serien Forbrydelsen
- Bent Fabricius-Bjerre har komponeret musik til et utal af danske film og tv-serier, blandt andet Olsen Banden-serien, Matador og Huset på Christianshavn
- Halfdan E: Per Flys trilogi Bænken, Arven og Drabet, samt flere film og tv-serier
- Jacob Groth: flere DR-produktioner som Ørnen og Krøniken, samt spillefilm af Søren Kragh-Jacobsen og Niels Arden Oplev
- Erik Fiehn: film af Johan Jacobsen og Annelise Hovmand
- Ib Glindemann: Film som Det tossede paradis, Sommer i Tyrol, Journey to the Seventh Planet og sågar (ukrediteret) George A. Romeros Night of the Living Dead.
- Sven Gyldmark: Måske Danmarks mest flittige filmkomponist. Kendes især for sin musik til Morten Korch-filmatiseringer og Far til fire-filmene.
- Søren Hyldgaard: Ørnens øje, Den eneste ene, Nynne
- Michael A.J.: Musik til mange kortfilm, og til spillefilmen Fortidens Skygger. Fast filmkomponist for Røde Kors og Dansk Flygtningehjælp
- Jørgen Lauritsen har komponeret musik til mange kortfilm, mindre TV-serier, og blandt andet spillefilmenStrings
- Gunner Møller Pedersen: Film af Nils Malmros
- Emil Reesen: Aktiv som filmkomponist i 1930'erne og 1940'erne med bl.a. Flådens blå matroser, Sommerglæder, Tordenskjold går i land, To som elsker hinanden m.fl
- Kasper Winding: Strømer, Mig og Charly, Een gang strømer... og Hjemve
- Jeppe Kaas: Rene hjerter, Dirch m.fl.